# 건담 G의 레콘기스타

《건담 G의 레콘기스타》(일본어: ガンダム Gのレコンギスタ, 영어: Gundam Reconguista in G)는 선라이즈에서 제작한 일본의 로봇 애니메이션이다. 2014년 10월부터 2015년 3월까지 방영되었다.

## 개요
「턴에이 건담」이래 15년으로, 단편 CG 작품을 포함한 「링크 오브 건담」이래 5년으로에, 건담 시리즈 작품의 하나.